# ابتهاج الكمال
ابتهاج الكمال هي سياسية يمنية، تولت منصب وزير الشؤون الاجتماعية والعمل في حكومة بن دغر منذ 27 أبريل 2017 وحتى 18 ديسمبر 2020.
| المناصب السياسية | المناصب السياسية                                              | المناصب السياسية       |
| ---------------- | ------------------------------------------------------------- | ---------------------- |
| سبقه             | وزير الشؤون الإجتماعية والعمل ‏ 27 أبريل 2017 - 18 ديسمبر 2020 | تبعه محمد سعيد الزعوري |